# Ликаволи, Томас
Томас «Йонни» Ликаволи (англ. Thomas "Yonnie" Licavoli; 9 февраля 1904, Сент-Луис, Миссури, США — 17 сентября 1973, Гаханна, округ Франклин, Огайо, США) — италоамериканский гангстер, один из многих членов семьи Ликаволи, причастных к организованной преступности.

## Биография
Томас Ликаволи, второй из четырёх детей сицилийских иммигрантов, вырос в еврейских трущобах Сент-Луиса. Родители Ликаволи хотели, чтобы он стал католическим священником, поэтому он поступил в среднюю школу колледжа христианских братьев в Сент-Луисе. В возрасте 19 лет Ликаволи был арестован за скрытое ношение оружия и решил присоединиться к ВМС США, чтобы избежать тюрьмы. Однако вскоре после завершения базовой подготовки Ликаволи дезертировал. После этого он вслед за своим братом Питером перебрался в Детройт, где присоединился к печально известной Пурпурной банде. Здесь Ликаволи женился на Зене Мочери, которая родила ему двух дочерей, Грейс и Кончетти.
Томас Ликаволи быстро поднялся по служебной лестнице в криминальном мире и к середине 1920-х годов стал одним из самых влиятельных гангстеров Детройта. Во время «сухого закона» братья Ликаволи зарекомендовали себя как грозная сила в преступном мире Детройта. Хорошо известные своей жестокостью по отношению к соперникам, братья вскоре взяли под контроль крупномасштабную контрабанду спиртных напитков из Канады через реку Детройт в Соединённые Штаты. В 1927 году Ликаволи и его соратник Фрэнк Каммерата были осуждены Уинсоре (Онтарио) за скрытое ношение оружия и отбыли три года тюремного заключения в Канаде.
После освобождения Ликаволи из канадской тюрьмы в 1930 году семья попыталась расширить производство спиртных напитков в Толидо (штат Огайо). Однако здесь они столкнулись с жёстким сопротивлением со стороны местного бутлегера Джека Кеннеди. Обе стороны вели жестокую войну, которая в конечном итоге закончилась смертью Кеннеди в июле 1933 года. Банда Ликаволи могла быть причастна к смерти «Джентльмена Джимми» Хейса, управлявшего казино в Огайо и Мичигане. В конце концов Томас Ликаволи был арестован за сговор с целью убийства Кеннеди и ещё трёх человек. В 1934 году он был приговорён к пожизненному заключению в тюрьме Огайо, несмотря на попытки кливлендского мафиози Альфреда Полицци добиться смягчения приговора.
В 1969 году губернатор Огайо Джеймс Аллен Роудс смягчил приговор Ликаволи с убийства первой степени на убийство второй степени, что дало Томасу право на условно-досрочное освобождение. Решение Родса, подвергшееся резкой критике в СМИ, могло способствовать его поражению на республиканских первичных выборах в Сенат США в 1970 году.
В 1971 году Томас Ликаволи был условно-досрочно освобождён из-за плохого состояния здоровья. Он ушёл в частную жизнь, поселившись с женой и дочерью в пригороде Колумбуса (Огайо), где и умер 17 сентября 1973 года.